# Richard Atkins
Richard Atkins (¿1559? - 1581) fue un mártir protestante inglés. 
Atkins nació en Ross, en Herefordshire. Hasta los diecinueve años fue católico, y después de eso protestante, pero no se sabe por cuánto tiempo. Por el verano de 1581 estaba en Roma armado con su nuevo testamento. Por su lenguaje hacia ellos sobre el "desorden de sus vidas" y sus denuncias contra la iglesia, fue encarcelado durante un corto tiempo por la Inquisición . Tras su liberación, procedió a una serie de actos que finalmente lo llevaron a la tortura y la estaca. 
Se le acusó de exclamar en contra del cristianismo (occidental) en su forma actual y, en particular, del papa en los lugares públicos de recreo, y de un acto de sacrilegio al intentar arrojar el sacramento mientras era llevado por el sacerdote por las calles. Se afirmó que unos días más tarde, había ido a la Basílica de San Pedro una vez más, mientras diversos personajes escuchaban la misa, se acercó al altar 'y arrojó el cáliz con el vino', y se esforzó por deshacerse de él antes de la consagración. Llevado nuevamente a la cárcel y examinado, respondió "que vino a propósito para reprender la maldad del papa y su idolatría". Después de muchas exhortaciones de sus compatriotas a retractarse, en vano, fue llevado a la hoguera con muchas torturas y quemado frente a San Pedro el 2 de agosto de 1581. 